# 布呂姆克穹丘
66°50′S 68°0′W / 66.833°S 68.000°W
布呂姆克穹丘是南極洲的穹丘，位於阿德萊德島北部，處於弗蘭山西南面20公里，根據美國探險隊拍攝的空中照片被繪入地圖，以德國的冰川學家命名。